# Liste der Monuments historiques in Rouffiac (Charente-Maritime)
Die Liste der Monuments historiques in Rouffiac (Charente-Maritime) führt die Monuments historiques in der französischen Gemeinde Rouffiac auf.

## Liste der Objekte
Zum Verständnis siehe: Kirchenausstattung

### Kirche St-Vivien
| Bezeichnung                           | Beschreibung            | Standort | Kennzeichnung | Schutzstatus | Datum | Bild |
| ------------------------------------- | ----------------------- | -------- | ------------- | ------------ | ----- | ---- |
| Grabstein für Guillaume Vivien Leidet | 1776                    | (Lage)   | PM17000712    | Classé       | 1984  |      |
| Monstranz                             | Silber, 19. Jahrhundert | (Lage)   | PM17001673    | Inscrit      | 1989  |      |
| Grabstein von Pierre-Charles Moyne    | Fragment, 1762          | (Lage)   | PM17001470    | Inscrit      | 1985  |      |